# Suncus
Suncus là một chi động vật có vú trong họ Chuột chù, bộ Soricomorpha. Chi này được Ehrenberg miêu tả năm 1832. Loài điển hình của chi này là Suncus sacer Ehrenberg, 1832 (= Sorex murinus Linnaeus, 1766).

## Hình ảnh

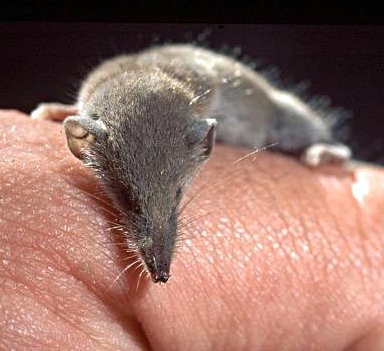

## Các loài
Chi này gồm các loài:
- Chi Suncus
  - Suncus aequatorius
  - Suncus ater
  - Suncus dayi
  - Suncus etruscus
  - Suncus fellowesgordoni
  - Suncus hosei
  - Suncus infinitesimus
  - Suncus lixus
  - Suncus madagascariensis
  - Suncus malayanus
  - Suncus megalura
  - Suncus mertensi
  - Suncus montanus
  - Suncus murinus
  - Suncus remyi
  - Suncus stoliczkanus
  - Suncus varilla
  - Suncus zeylanicus